# Schlägl
Schlägl è una frazione di 1 213 abitanti del comune austriaco di Aigen-Schlägl, nel distretto di Rohrbach in Alta Austria. Già comune autonomo, il 1º maggio 2015 è stato accorpato all'altro comune soppresso di Aigen im Mühlkreis per costituire il nuovo comune mercato.